# Stenknäckssiska
Stenknäckssiska (Crithagra concolor) är en akut hotad fågel i familjen finkar inom ordningen tättingar. Den förekommer enbart på ön São Tomé i Guineabukten där den är akut hotad.

## Utseende och läten
Stenknäckssiskan är en stor (18 cm) och satt fink med mycket stor, gråbeige näbb. Fjäderdräkten är enfärgat rostbrun under och ovan, på huvud, vingar och stjärt något mörkare. Lätet liknar príncipesiskans, men djupare, enklare och mer repetitivt: en kort serie med fyra till fem korta, kanariefågelliknande visslingar, där den andra tonen är högst.

## Utbredning och systematik
Fågeln är endemisk för den afrikanska ön São Tomé och återupptäcktes 1996 efter 101 år utan observationer. Tidigare placerades den som ensam art i släktet Neospiza ("den nya finken"). Efter DNA-studier förs den numera till Crithagra och är närmast släkt med príncipesiskan (C. rufobrunnea).

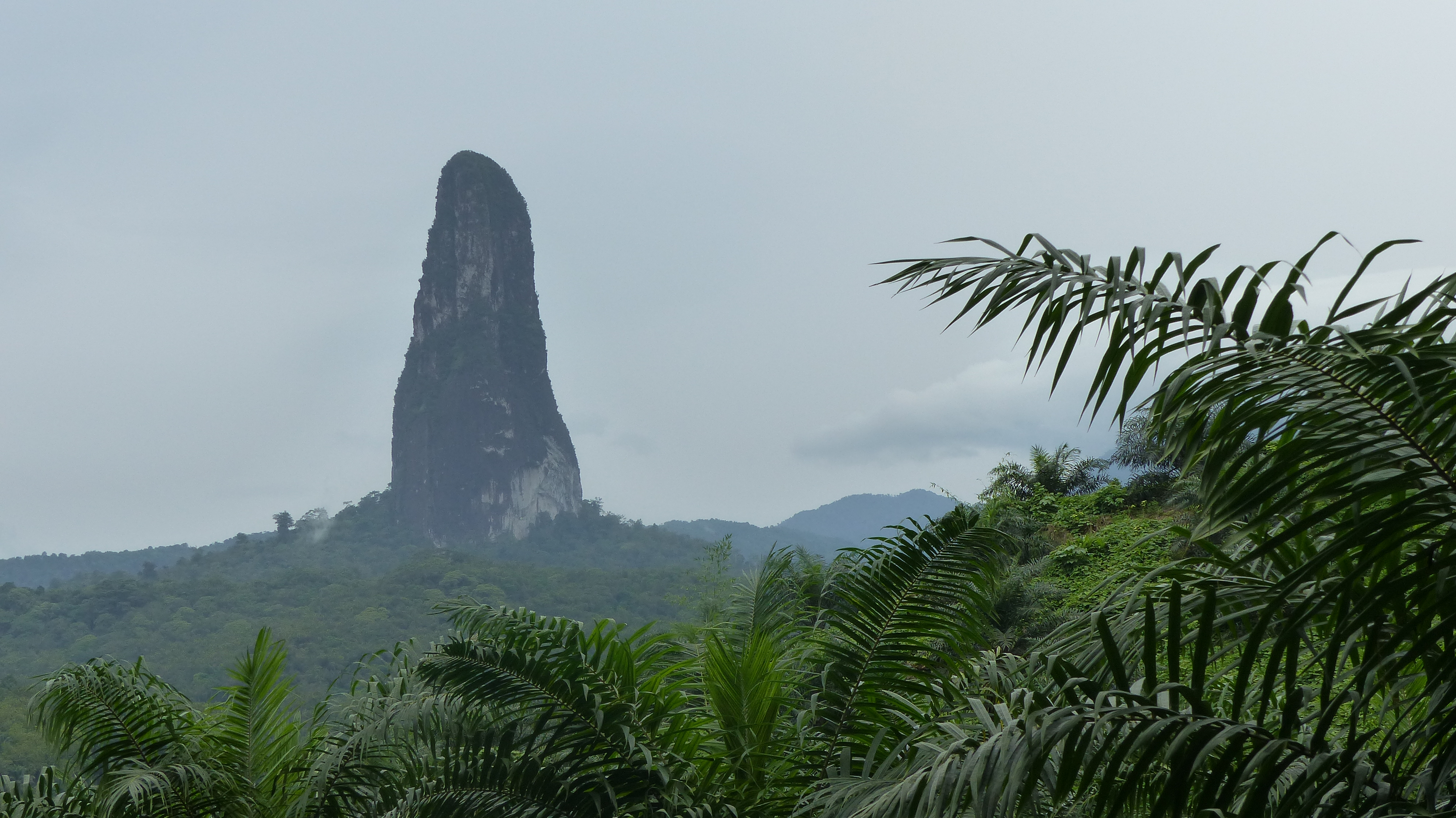
Fågeln förekommer endast på ön São Tomé i Guineabukten.

## Levnadssätt
Stenknäckssiskan troddes tidigare vara begränsad till låglänt urskog, men sentida fynd har även gjorts i av människan påverkad skog på 1300–1400 meters höjd. Den lever troligen i trädtaket och ska vara rätt tystlåten, vilket delvis kan förklara varför den så sällan är sedd. Fågeln rör sig i par eller enstaka och kommer ner till marken för att ta frön som den krossar med sin kraftiga näbb. Möjligen häckar den under torrsäsongen, i januari–februari.

## Status och hot
Stenknäckssiskan tros ha en mycket liten världspopulation bestående av uppskattningsvis mellan 50 och 250 häckande individer. Den tros också minska i antal till följd av förändringar i dess levnadsmiljö. Fågeln förekommer i ett enda område som inte är skyddat. Även införda invasiva predatorer kan möjligen påverka populationen. Sentida observationer har dock gjorts utanför det tidigare uppskattade utbredningsområdet och i andra miljöer. Internationella naturvårdsunionen IUCN kategoriserar ändå arten ännu som akut hotad.